# Vogthof (Wüstung)
Der Vogthof (auch „Vogtshof“) ist ein abgegangener Gemeindeteil von Pyras im mittelfränkischen Landkreis Roth in Bayern.

## Lage
Der Vogthof lag in der (östlichen?) Nachbarschaft des heutigen Hilpoltsteiner Ortsteils Löffelhof.

## Geschichte
Der Historische Atlas von Bayern über Hilpoltstein setzt den „Vogtshof“ mit einem abgegangenen „Lotterhof“ gleich. In der Güterbeschreibung von 1544, welche die Freie Reichsstadt Nürnberg über das zwei Jahre zuvor an sie verpfändete pfalz-neuburgische Amt Hilpoltstein anfertigen ließ, ist vom „Vogthof“ als „staufischer“, also zum brandenburg-ansbachischen Amt Stauf gehörender Hof, und vom „Lottershof“ als einem Weiler von ehemals sechs Hofstätten vier unterschiedlicher Grundherrschaften die Rede, von denen aber nur noch zwei „bezimmert“, also bewohnt waren. In der pfalz-neuburgischen Beschreibung des Pflegamtes Hilpoltstein von 1604 ist sowohl der zum Kastenamt Stauf gehörende „marggrevische Vogtshof“ als auch der öde liegende, nicht bewohnte „Loterhof“ verzeichnet. Der Vogtshof war nach Jahrsdorf gepfarrt.
Ein „Topo-geographisch-statistisches Lexikon vom Königreiche Bayern“ von 1832, das gemäß Untertitel „alle“ Ortschaften alphabetisch aufführt, kennt keinen Vogt-/Vogtshof. Auch die Matrikel des Bistums Eichstätt von 1836 nennen keinen zur Pfarrei Jahrsdorf gehörenden Vogt-/Vogtshof.
Dagegen wird 1846 und 1856 ein zur Gemeinde Pyras gehörender Vogtshof als ehemals ansbachischer Hof mit einem Haus, einer Familie und sieben „Seelen“ genannt. 1867 erscheint dieser Vogtshof ohne der in der Quelle sonst üblichen Angabe einer Einwohnerzahl. 1868 heißt es in der „Geschichte Marktes Eysölden und seiner Umgegend“: „Der Vogthof, markgräfliches Lehen … ist jetzt eingegangen und das Gut von dem Gastwirth Adam Bernreuther in Pyras erkauft.“ Daher ist der Vogt-/Vogtshof im amtlichen Ortschaften-Verzeichnis des Königreichs Bayerns von 1876 unter Pyras nicht mehr gesondert aufgeführt. Heute trägt die Flur östlich des Löffelhofes die Bezeichnung „Vogthof“.